# Resolució 483 del Consell de Seguretat de les Nacions Unides
La Resolució 483 del Consell de Seguretat de les Nacions Unides, aprovada el 17 de desembre de 1980, després de recordar resolucions 425 (1978), 426 (1978), 427 (1978), 444 (1979), 450 (1979), 459 (1979), 467 (1980) i 474 (1980) i considerant l'informe del Secretari General de les Nacions Unides sobre la Força Provisional de les Nacions Unides al Líban (UNIFIL), el Consell va observar la necessitat contínua de la Força, atesa la situació entre Israel i Líban.
La resolució va continuar ampliant el mandat de la UNIFIL fins al 19 de juny de 1981, encomanant la tasca que la Força havia realitzat a la zona i en relació amb l'Acord General d'Armistici i la reactivació de les Comissions Mixtes d'Armistici.
La resolució 483 va ser aprovada per 12 vots contra cap, mentre que Alemanya Oriental i la Unió Soviètica es van abstenir i la República Popular de la Xina no van participar.